# 杭皇后
杭皇后（こうこうごう）は、明の景泰帝の2人目の皇后。

## 生涯
庶民であった杭昱の娘として生まれた。正統年間、郕王朱祁鈺（後の景泰帝）の邸に入り、側室となった。朱見済を産み、土木の変により景泰帝が即位すると、妃になった。
景泰3年（1452年）、景泰帝は甥の皇太子朱見深（後の成化帝）を廃すと、実子の朱見済を皇太子に立てようと図った。汪皇后が反対したが、景泰帝は激怒して汪氏を廃し、代わって杭氏が皇后に立てられた。父の杭昱は正三品指揮使に封じられた。しかし翌年、朱見済は夭折した。景泰7年（1456年）2月、杭皇后は崩じた。粛孝皇后と諡された。
奪門の変後、重祚した英宗は実子の朱見深が廃太子された恨みを忘れず、杭氏を追降し（諡号を剥奪した）、杭氏の陵墓を暴き、杭氏の親族を貶めた。

## 子女
- 朱見済（懐献太子）

## 登場作品
- テレビドラマ『女医明妃伝〜雪の日の誓い〜』（2016年、演：リウ・シーシー）※談允賢（中国語版）をモデルとした譚允賢と同一人物に設定されている。